# Anders Celsius
Anders Celsius (Uppsala, 27 de novembro sueco/ 7 de dezembro de 1701 greg. — Uppsala, 25 de abril jul./ 6 de maio de 1744 greg.) foi um astrônomo, físico e geofísico sueco.
Celsius foi professor da Universidade de Uppsala (1730-1744), tendo em 1732-1735 feito uma longa viagem de estudo à Alemanha, Itália e França. Em 1741, fundou o Observatório Astronômico de Uppsala, e em 1742 propôs os graus Celsius de temperatura, escala que leva seu nome. A escala inicial de Celsius atribuía o valor de 0 °C ao ponto de ebulição da água e de 100 °C ao ponto de fusão da água. Em 1745, um ano após a morte de Celsius, Carl Linnaeus inverteu a escala para a sua forma atual: 0 °C para o ponto de fusão da água e 100 °C para o ponto de ebulição da água.

## Vida e obra
Anders Celsius nasceu em 27 de novembro de 1701 (calendário sueco) / 7 de dezembro de 1701 (calendário gregoriano), na cidade sueca de Uppsala, numa família em que o pai e os avós tinham sido astrônomos. Mostrou muito cedo inclinação para a matemática, e, aos 29 anos de idade, foi nomeado professor de astronomia na Universidade de Uppsala, onde permaneceu no período de 1730 a 1744. Entre 1732 e 1735, fez uma viagem de estudo pela Alemanha, Itália e França, onde visitou principalmente observatórios astronômicos. A ele se deve a introdução da pesquisa astronômica na Suécia, tanto prática como teórica.
Em 1733, publicou em Nurembergue (Nürnberg) uma coleção de 316 observações da Aurora Boreal feitas por ele próprio e outros durante os anos 1716-1732.
Em Paris, em 1734, defendeu a medida do arco de meridiano na Lapônia, e em 1736 fez parte da expedição organizada com este intuito pela Academia Francesa de Ciências e dirigida por Pierre Louis Maupertuis, tendo chegado à conclusão de que a Terra era achatada nas regiões polares.
Celsius foi um dos fundadores do Observatório Astronômico de Uppsala, em 1741, sendo porém mais conhecido pela escala de temperatura Celsius, proposta pela primeira vez em um documento endereçado à Academia Real das Ciências da Suécia em 1742. Esta escala foi revisada por Carolus Linnaeus em 1745 e permanece como padrão até hoje. A maior contribuição de Celsius, no entanto, foi a invenção do termômetro centígrado.
Celsius morreu de tuberculose em Uppsala, em 25 de Abril de 1744, aos 42 anos de idade. Encontra-se sepultado no cemitério da Igreja da Velha Uppsala.

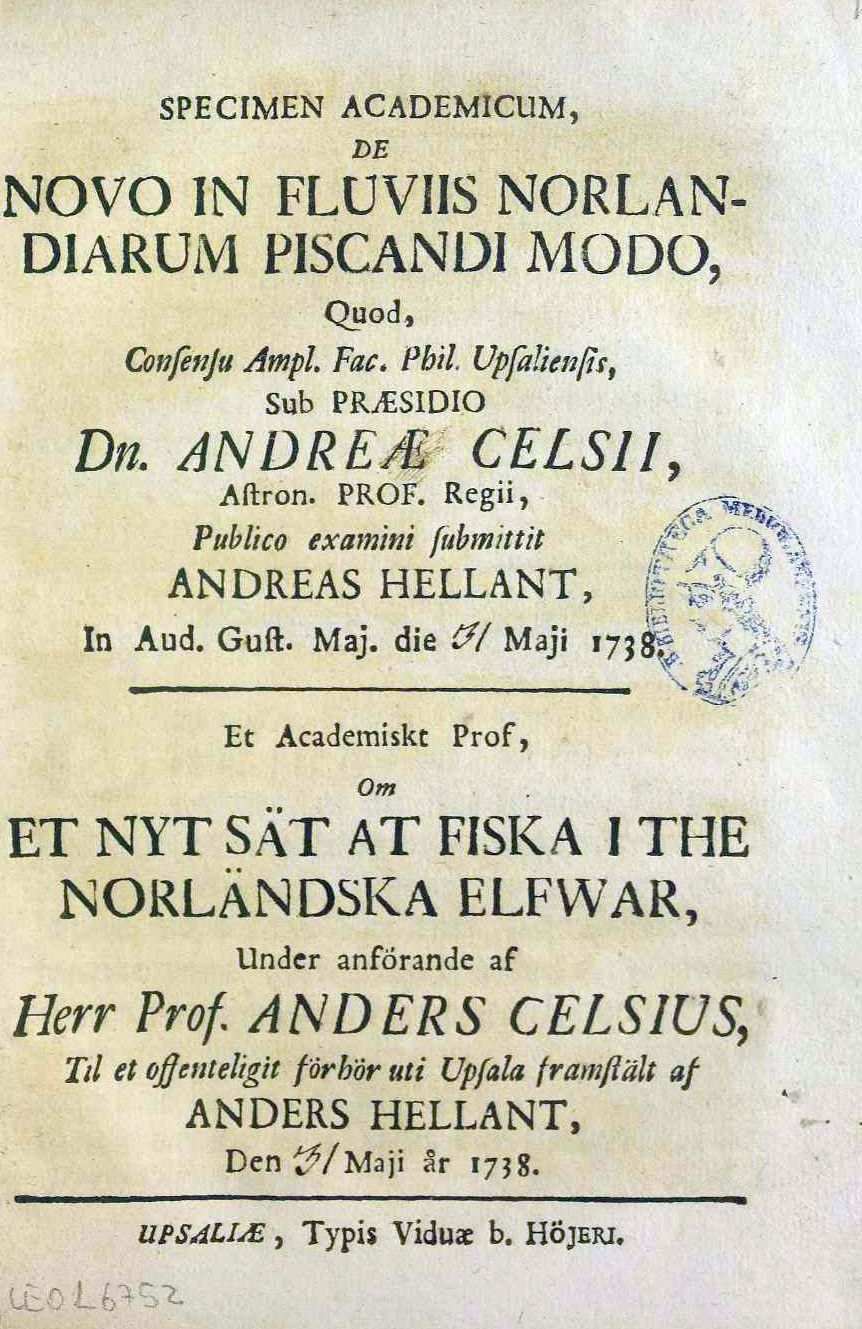
De novo in fluviis norlandiarum piscandi modo, 1738

## Publicações
- Nova Method us distantiam solis a terra determinandi (1730)
- De observationibus pro figura telluris determinanda (1738)

- De novo in fluviis norlandiarum piscandi modo (em latim). Uppsala: Johan Höjer, änka. 1738
- «Observationer om twänne beständiga grader på en thermometer» [Observations about two stable degrees on a thermometer]. Kungliga Svenska Vetenskapsakademiens Handlingar (Proceedings of the Royal Swedish Academy of Sciences) (em sueco). 3: 171–180. 1742